# Ködnitzerberg
Ködnitzerberg (oberfränkisch: Küdsabärch) ist ein Gemeindeteil des Marktes Mainleus im Landkreis Kulmbach (Regierungsbezirk Oberfranken). Ködnitzerberg liegt in einer nördlich gelegenen Exklave der Gemarkung Wernstein.

## Geografie
Die Einöde liegt am Ködnitzerberg (389 m ü. NHN), an dem sich im Osten der Patersberg anschließt. Ansonsten fällt das Gelände allseits ab. Im Süden grenzt ein Waldgebiet an. Eine Anliegerstraße führt etwa einen Kilometer nördlich nach Danndorf.

## Geschichte
Der Ort wurde 1322 als „Koetheis“ erstmals urkundlich erwähnt, 1530 erstmals in der Form „Kodeserberg“. Das Bestimmungswort des Ortsnamens ist der slawische Personenname Choten. Ursprünglich war der Ort ein Dorf oder ein Weiler, die dann wüst gefallen ist, seit dem 16. Jahrhundert ist davon nur noch eine Einzelsiedlung übrig geblieben.
Gegen Ende des 18. Jahrhunderts gab es in Ködnitzerberg ein Anwesen. Das Hochgericht übte das brandenburg-bayreuthische Stadtvogteiamt Kulmbach aus. Das Rittergut Wernstein war Grundherr des Gütleins.
Von 1797 bis 1810 unterstand Ködnitzerberg dem Justiz- und Kammeramt Kulmbach. 1810 kam der Ort zum Königreich Bayern. Mit dem Gemeindeedikt wurde Ködnitzerberg dem 1811 gebildeten Steuerdistrikt Schmeilsdorf und der 1812 gebildeten Ruralgemeinde Danndorf zugewiesen. Mit dem Zweiten Gemeindeedikt von 1818 entstand die Ruralgemeinde Wernstein, zu der Ködnitzerberg gehörte. Im Zuge der Gebietsreform in Bayern wurde Ködnitzerberg am 1. Januar 1972 in den Markt Mainleus eingegliedert.

## Religion
Ködnitzerberg ist seit der Reformation evangelisch-lutherisch geprägt und war ursprünglich nach St. Johannis (Schwarzach) gepfarrt, und erst später nach St. Veit (Veitlahm).